# Moirans-en-Montagne
Moirans-en-Montagne är en kommun i departementet Jura i regionen Bourgogne-Franche-Comté i östra Frankrike. Kommunen ligger i kantonen Moirans-en-Montagne som tillhör arrondissementet Saint-Claude. År 2022 hade Moirans-en-Montagne 2 121 invånare.

## Befolkningsutveckling
Antalet invånare i kommunen Moirans-en-Montagne
Referens:INSEE